# Nouzha Chekrouni
Nouzha Chekrouni est née en  1955 à Meknès (Maroc). Elle a été la ministre déléguée auprès des Affaires étrangères et de la coopération chargée des Marocains résidents à l'étranger.

## Biographie
Nouzha Chekrouni est professeur de linguistique à la faculté des lettres de Meknès. Elle est aussi membre de la Société internationale et du Groupe Jarel (équipe de recherche pluridisciplinaire sur la femme ethnolinguistique judéo-arabe-CNRS France). Elle est membre du bureau de Tanit et du secrétariat provincial de l'Union socialiste des forces populaires (USFP) de Meknès depuis 1987.
Depuis 1992, Nouzha Chekrouni possède des responsabilités au sein même du secrétariat national du secteur féminin USFP et est membre du conseil national de Jossour. Le 14 mars 1998, elle est nommée secrétaire d'État auprès du ministre du Développement social, de la Solidarité, de l'Emploi et de la Formation professionnelle, chargée des handicapés. Puis, le 6 septembre 2000, elle est nommée ministre déléguée auprès du ministre de l'Emploi, de la Formation professionnelle, du Développement social et de la Solidarité, chargée de la Condition féminine, de la Protection de la famille et de l'Enfance et l'Insertion des handicapés.
De 2009 à 2016, par le roi Mohammed VI, elle est nommée par ce dernier pour occuper le poste d'ambassadrice à l'ambassade marocaine dans la capitale canadienne.